# Comme un avion (film, 2015)
Pour les articles homonymes, voir Comme un avion.
Pour plus de détails, voir Fiche technique et Distribution.
Comme un avion est un film français réalisé par Bruno Podalydès, tourné en 2014, et sorti en juin 2015. Ce film est une comédie dans laquelle Bruno Podalydès est à la fois scénariste, réalisateur et interprète principal. Le thème du film est que le bonheur peut se trouver à proximité de chez soi, il suffit de se laisser porter par la nonchalance et les rencontres inattendues. 

## Synopsis
Depuis son enfance, Michel est passionné par les pionniers de l'Aéropostale. Par un pur hasard, alors qu'il cherche un exemple de palindrome sur Internet, il découvre que la forme d'un kayak ressemble à celle du fuselage d'un avion. Il trouve alors une nouvelle passion et, après quelques hésitations, commande un kayak en kit qu'il monte chez lui. Puis il prend huit jours de congés pour s'en aller sur une rivière.
Il fait escale dans un domaine où il rencontre Laetitia, une veuve de sa génération avec laquelle il a un début de relation, et Mila, une jeune fille romantique. Il ne se décide pas à repartir, et lorsqu'il décide de continuer son voyage, c'est pour revenir dans ce domaine après plusieurs concours de circonstances. Il apprend par hasard que sa femme, avec qui il échange des messages téléphoniques chaque jour, est aussi infidèle que lui.

## Fiche technique
- Titre : Comme un avion
- Réalisation et scénario : Bruno Podalydès
- Photographie : Claire Mathon
- Montage : Christel Dewynter
- Son : Laurent Poirier, Nicolas Moreau et Cyril Holtz
- Décors : Guillaume Deviercy
- Costumes : Dorothée Guiraud
- Producteur : Pascal Caucheteux
- Production : Why Not Productions et France 3 Cinéma
- Pays d'origine :  France
- Langue : français, et quelques répliques en anglais
- Durée : 105 minutes
- Date de sortie : 
  - France : 10 juin 2015

## Distribution
- Bruno Podalydès : Michel
- Sandrine Kiberlain : Rachelle
- Agnès Jaoui : Laetitia
- Denis Podalydès : Rémi
- Jean-Noël Brouté : Damien
- Michel Vuillermoz : Christophe
- Vimala Pons : Mila
- Pierre Arditi : le pêcheur "qui ressemble à Pierre Arditi"
- Noémie Lvovsky : la voisine de l'ascenseur
- Stéphanie Cléau : la femme du jardin
- Blutch : Bastien
- Benjamin Lavernhe : Bernard
- Leslie Menu : Annabella
- Samir Guesmi : le livreur
- Olivier Miconi : le trompettiste
- Mehdi Djaadi : le vigile

## Tournage

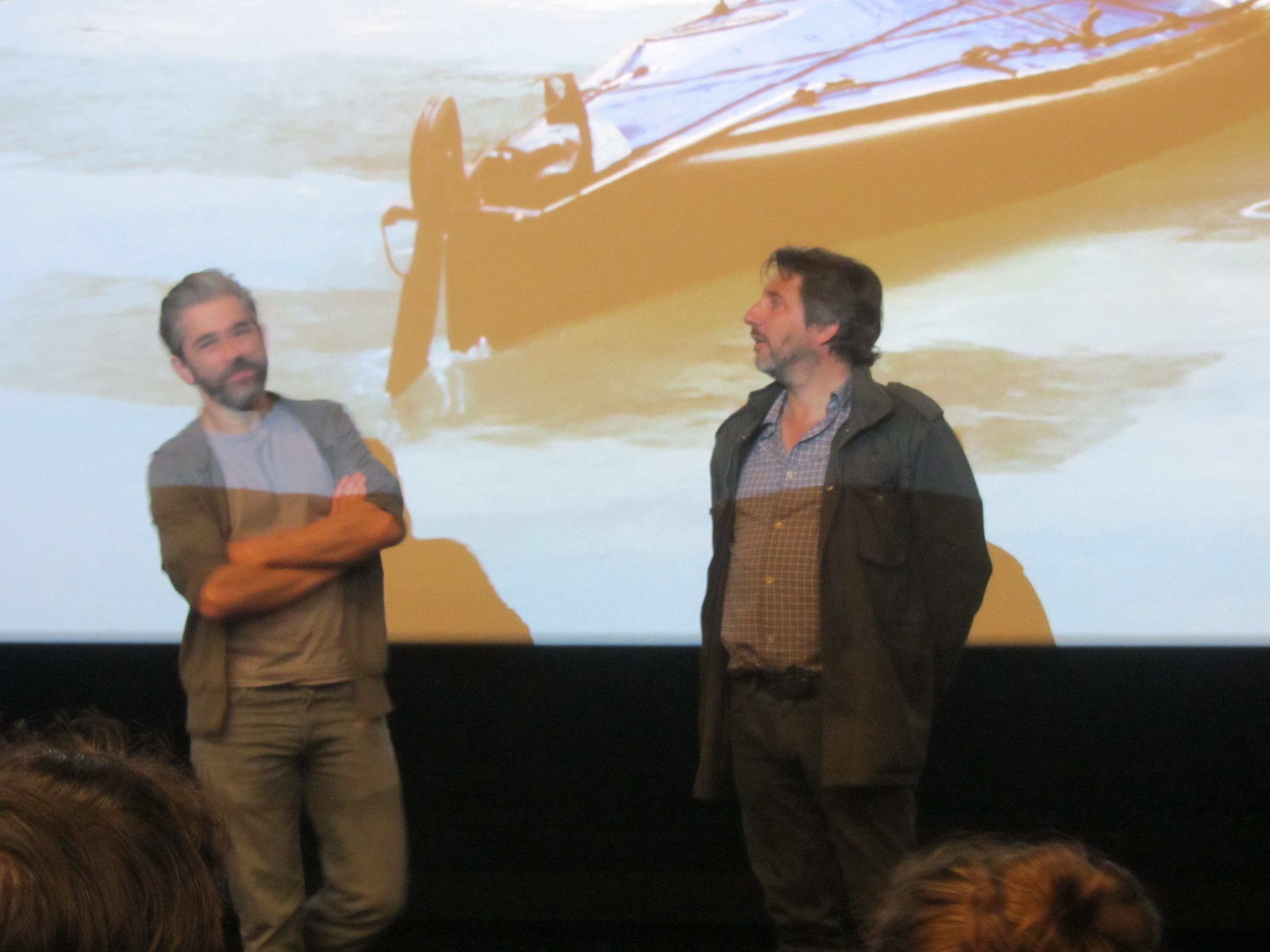
Jean-Noël Brouté et Bruno Podalydès lors de l'avant-première du film en juin 2015.

Le film est tourné à l'été 2014 en Puisaye à Charny (département de l'Yonne), à Argenteuil (département du Val-d'Oise), dans le Gâtinais à Saint-Germain-des-Prés (département du Loiret) et aussi une petite partie à La Celle-Saint-Cloud (département des Yvelines).

## Accueil critiques
- Pour Jacky Bornet (France Télévisions), « "Comme un avion" est une leçon de bonheur, idéalisé, bien sûr, mais qui fait du bien par les temps qui courent »[1].

## Nomination
- César 2016 : meilleur second rôle féminin pour Agnès Jaoui